# Роже Вандорен
Роже Вандорен (фр. Roger Vandooren, 27 квітня 1923, Шуазі-ле-Руа — 31 березня 1998, Карпантра) — французький футболіст, що грав на позиції півзахисника, зокрема за «Лілль» та національну збірну Франції.

## Клубна кар'єра
Починав грати у футбол під час німецької окупації Франції у 1942—1944 роках за «Шуазі-ле-Руа» та «Парі-Іль-де-Франс».
Після звільнення Франції і відновлення національних футбольних змагань 1944 року став гравцем «Лілля». Відіграв за команду з Лілля наступні шість сезонів своєї ігрової кар'єри. 1946 року став у її складі чемпіоном Франції, тричі вигравав Кубок країни. 
Згодом з 1950 по 1957 рік грав за «Рубе-Туркуен», «Стад Франсе», «Анже», «Монако», «Марсель», «Гавр» та «Ред Стар».
Завершував ігрову кар'єру в «Авіньйоні», за який виступав протягом 1957—1959 років.

## Виступи за збірну
1949 року дебютував в офіційних матчах у складі національної збірної Франції. Загалом протягом трирічної кар'єри в національній команді провів у її формі 4 матчі.
Помер 31 березня 1998 року на 75-му році життя вКарпантрі.
| Дата       | Місто   | Господарі | Результат | Гості     | Турнір            | Голи | Примітки |
| ---------- | ------- | --------- | --------- | --------- | ----------------- | ---- | -------- |
| 4-6-1949   | Коломб  | Франція   | 4 – 2     | Швейцарія | товариський матч  | -    |          |
| 9-10-1949  | Белград | Югославія | 1 – 1     | Франція   | Відбір до ЧС 1950 | -    |          |
| 30-10-1949 | Коломб  | Франція   | 1 – 1     | Югославія | Відбір до ЧС 1950 | -    |          |
| 6-2-1951   | Париж   | Франція   | 2 – 1     | Югославія | товариський матч  | -    |          |
| Усього     |         | Матчів    | 4         |           | Голів             | 0    |          |

## Титули і досягнення
- Чемпіон Франції (1):

«Лілль»: 1945-1946
- Володар Кубка Франції (3):

«Лілль»: 1945-1946, 1946-1947, 1947-1948